# Datalogger
Datalogger (také data logger nebo data recorder, česky záznamník dat) je elektronické zařízení pro sběr a ukládání analogových a/nebo binárních informací. Jde buď o jakéhosi prostředníka (interface) mezi snímacími senzory a počítačem nebo jde o zařízení zcela samostatně shromažďující naměřené údaje. Tato zařízení se používají zejména ve vědě, v průmyslu a při výuce.